# Keith DeRose
Keith DeRose (nascida em 24 de abril de 1962) é um filósofo americana que ensina na Universidade de Yale em New Haven, Connecticut, onde atualmente é Professor de Filosofia da Fundação Allison. Ele ensinou anteriormente na Universidade de Nova York e na Rice University. Seus principais interesses incluem epistemologia, filosofia da linguagem, filosofia da religião e história da filosofia moderna. Ele é mais conhecido por seu trabalho sobre o contextualismo na epistemologia, especialmente como resposta ao problema tradicional do ceticismo.

## Publicações selecionadas
- The Case for Contextualism. Knowledge, Skepticism, and Context, Oxford University Press, 2009.
- "The Ordinary Language Basis for Contextualism and the New Invariantism," The Philosophical Quarterly, 2005.
- "Direct Warrant Realism," in A. Dole and A. Chignell, ed., God and the Ethics of Belief: New Essays in Philosophy of Religion (Cambridge University Press, 2005).
- "Single Scoreboard Semantics," Philosophical Studies, 2004.
- "Assertion, Knowledge, and Context," Philosophical Review, 2002; Philosopher's Annual, vol. 26.
- "Solving the Skeptical Problem," Philosophical Review, 1995; Philosopher's Annual, vol. 18.
- "Contextualism and Knowledge Attributions," Philosophy and Phenomenological Research, 1992
- "Epistemic Possibilities," Philosophical Review, 1991.
- "Reid's Anti-Sensationalism and His Realism," Philosophical Review, 1989.